# Райнхардштайн (замок)
Райнхардшатайн (нем. Burg Reinhardstein, фр. Château de Reinhardstein, нидерл. Burcht Reinhardstein) — позднесредневековый замок. Часто можно встретить название «Замок Меттерних». Это имя закрепилось за объектом в период продолжительного владения замком знаменитого немецко-австрийского дворянского рода фон Меттерних. Расположен в Арденнах, недалеко от городка Овиф, на берегу реки Вархе, рядом с водохранилищем Робервиль, в провинции Льеж, Бельгия. Райнхардштайн — самый высокогорный замок из бельгийских замков. Неподалёку находится водопад Рейнхардштайн. По высоте, с которой падает вода, около 60 метров, он также является самым высоким в стране.

## История

### XIV—XV века
Замок был воздвигнут в 1354 году по воле Рейнаута ван Веймеса.
В XV веке замком владел Йохан ван Брандшайд (скончался в 1470 году). Его супругой была Агнес ван Зивел. В этом браке родилась дочь Катарина (около 1449—1530). Она вышла замуж за Адриана фон Нассау (внебрачного сына графа Иоганна IV Нассауского). Этот человек стал новым хозяином замка и добавил к своей фамилии приставку цу Рейнхардштайн. Его сын, Генрих Нассау цу Рейнхардштейн (1470—1535), стал следующим собственником крепости. Он женился на Маргарите де Мориальмез.
По наследству и через династические браки крепость не раз меняла собственников. Замок последовательно владели такие влиятельные семьи, как Нассау, Нессельроде и Шварценберг.

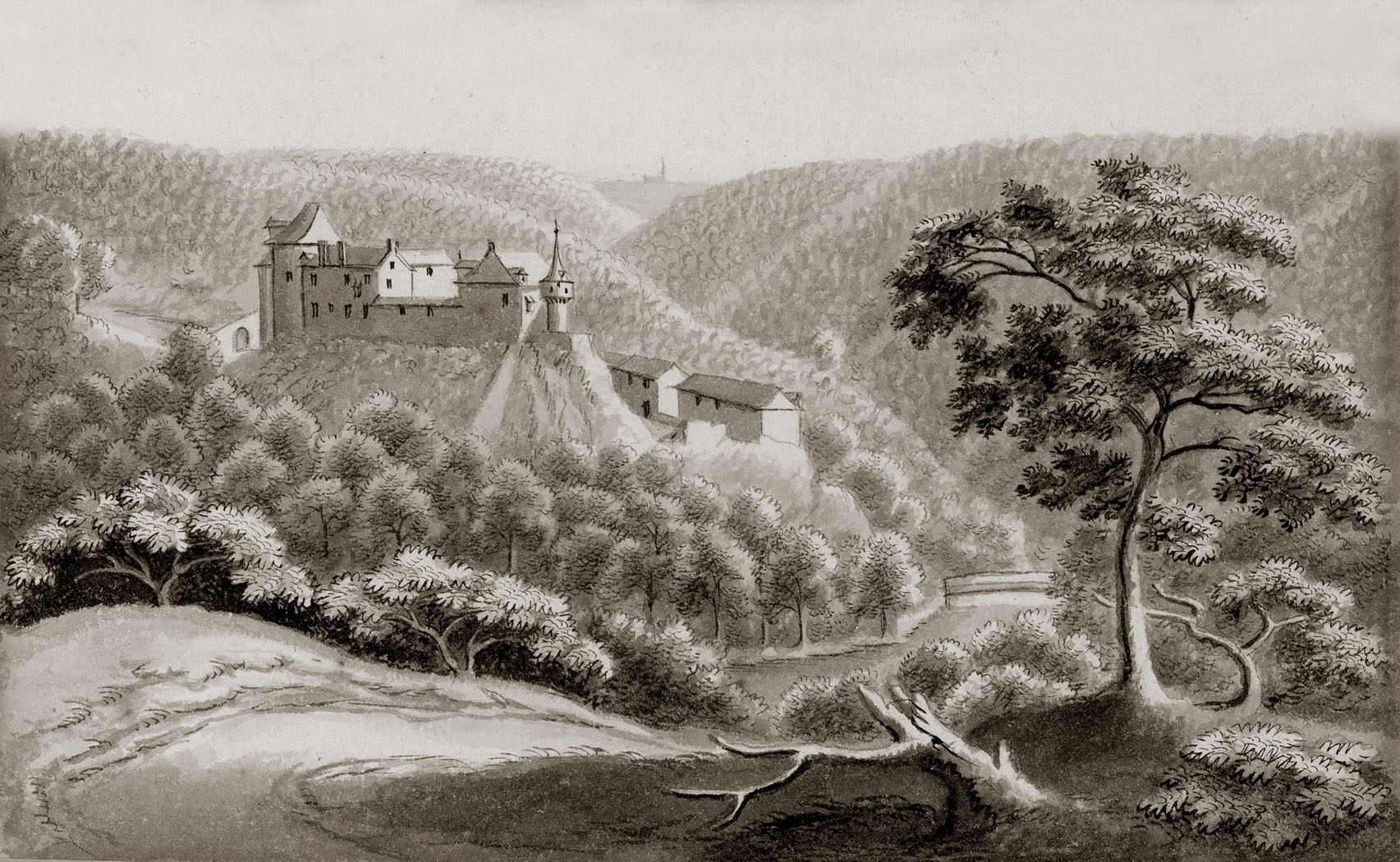
Замок на рисунке 1738 года

### XVI—XVIII века
В 1550 Райнхардштайн перешёл во владение графов Меттерних. Это произошло после того, как Анна Нассау цу Райнхардштейн вышла в 1540 году замуж за Виллема фон Меттерниха цу Феттельховен. Резиденция Райнхардштайн стала её приданым. Род Меттерних владел замком до 1812 года. Был лишь короткий перерыв в периода с 1795 по 1798 год, когда Французская революционная администрация конфисковала недвижимость. Однако к концу XVIII века замок давно утратил значение фортификационного объекта и одновременно перестал использоваться как резиденция. Стены обветшали и комплекс пришёл в упадок.

### XIX век
К началу XIX века замок лежал в руинах. Граф Франц Георг Карл, Меттерних-Винненбург-Бейльштайн решил в 1812 году продать бывшую крепость торговцу строительными материалами. Предполагалось, что замок превратится в своеобразную каменоломню, где местные крестьяне смогут покупать готовые каменные блоки. Однако этим планам не суждено было сбыться.
С 1815 по 1919 год территория, на которой расположен замок принадлежала Прусскому королевству. Представители прусской администрация немедленно остановили снос. А вскоре была предпринята первая попытка превратить руины в памятник архитектуры. В числе прочего, проводились работы по консервации руин.

### XX век
После завершения Первой мировой войны и заключения в 1919 году Версальского договора окрестные земли оказались включены в состав Бельгии.
После завершения Второй мировой войны руины выкупил профессор Жан Оверлуп. По его инициативе в 1969 году начался замок капитальный ремонт комплекса. Профессор превратил замок в жилую резиденцию и продолжал жить там в нём до самой смерти в 1994 году. Его жена и дочь, унаследовавшие замок после его смерти, передали его в дар особому некоммерческому фонду.

## Современное использование
Замок по-прежнему обитаем. В нём продолжают проживать потомки Жана Оверлупа. Однако по предварительной договорённости возможно посещение замка туристами. Вокруг крепости проложено несколько живописных пешеходных маршрутов.

## Расположение
Замок расположен на высоком скалистом выступе и доминирует над долиной реки Ваш. В настоящее время всё пространство вокруг заросло лесом.

## Описание
Замок имеет вытянутую форму неправильного четырёхугольника и занимает вершину скалистого холма. По краям возведены башни, соединённые каменными стенами. Ранее в замок можно было попасть только по подъёмному мосту. Жилые помещения находились в двух самых крупных башнях, а также в трёхэтажном здании в северо-западной части комплекса. В прежние времена перед основным замком находился форбург.

## В массовой культуре
- В замке снимался ряд сцен популярного молодёжного сериала Het Huis Anubis[нидерл.].

## Галерея

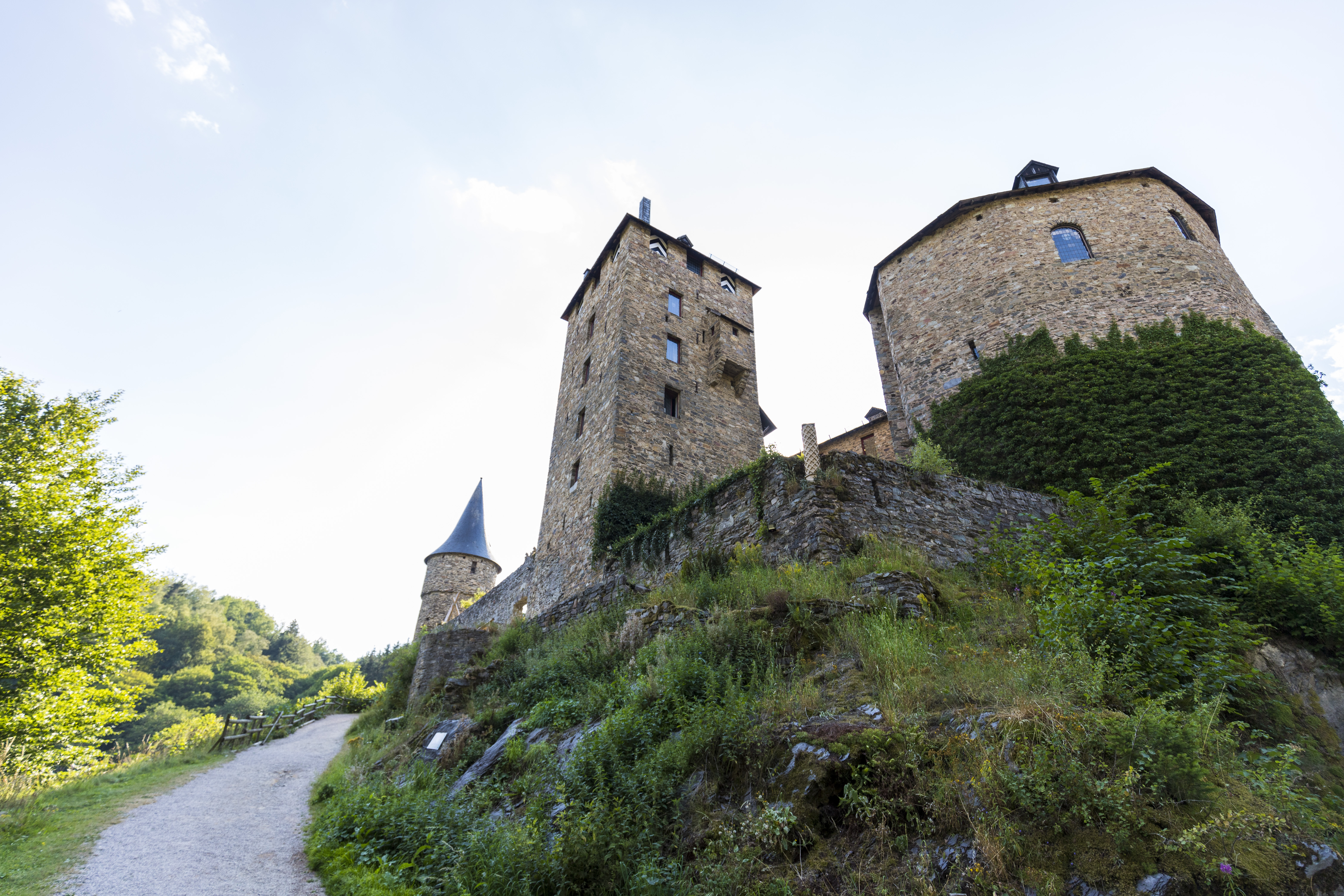
Вид замка снизу
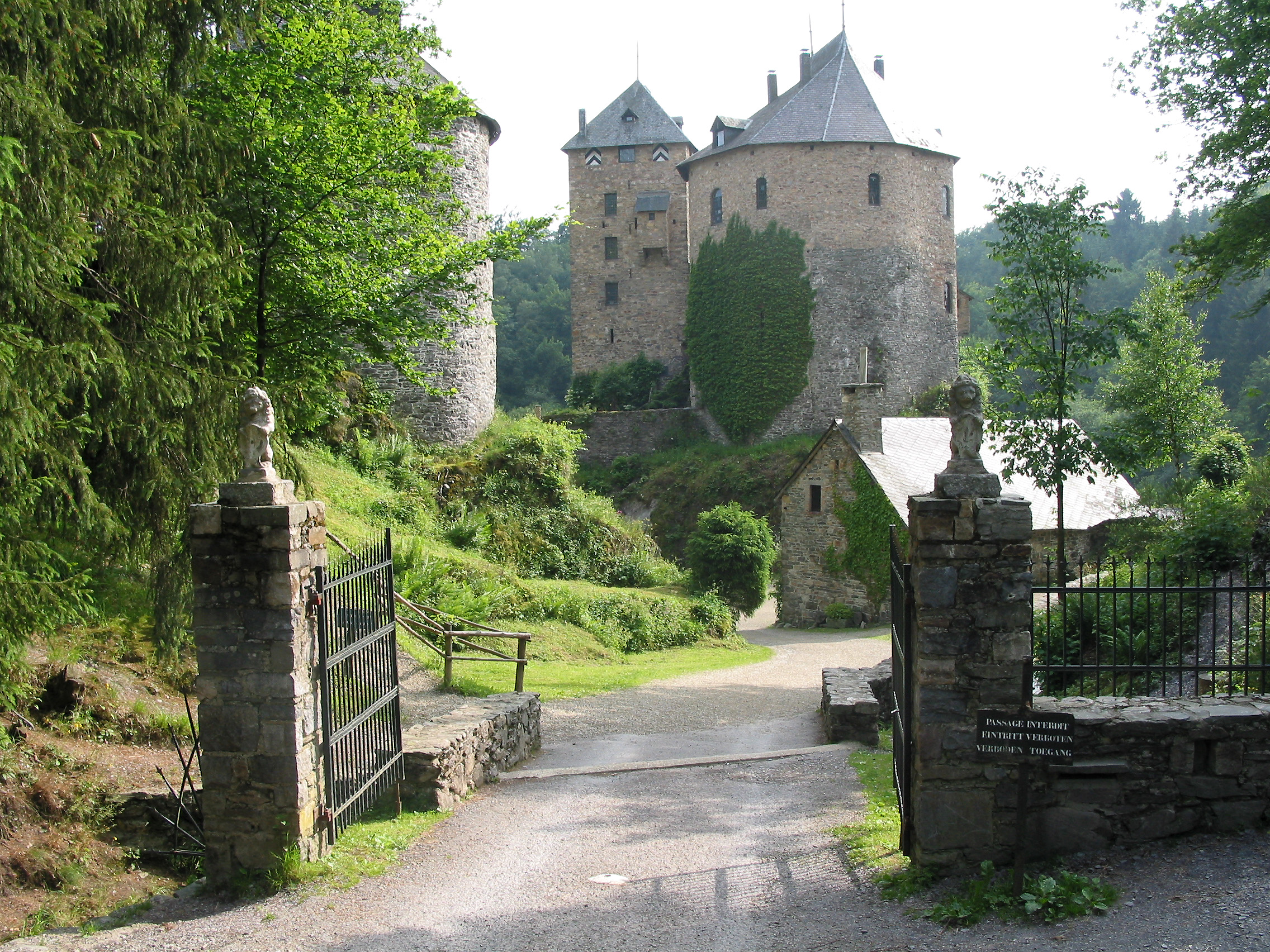
Ворота, ведущие в замок
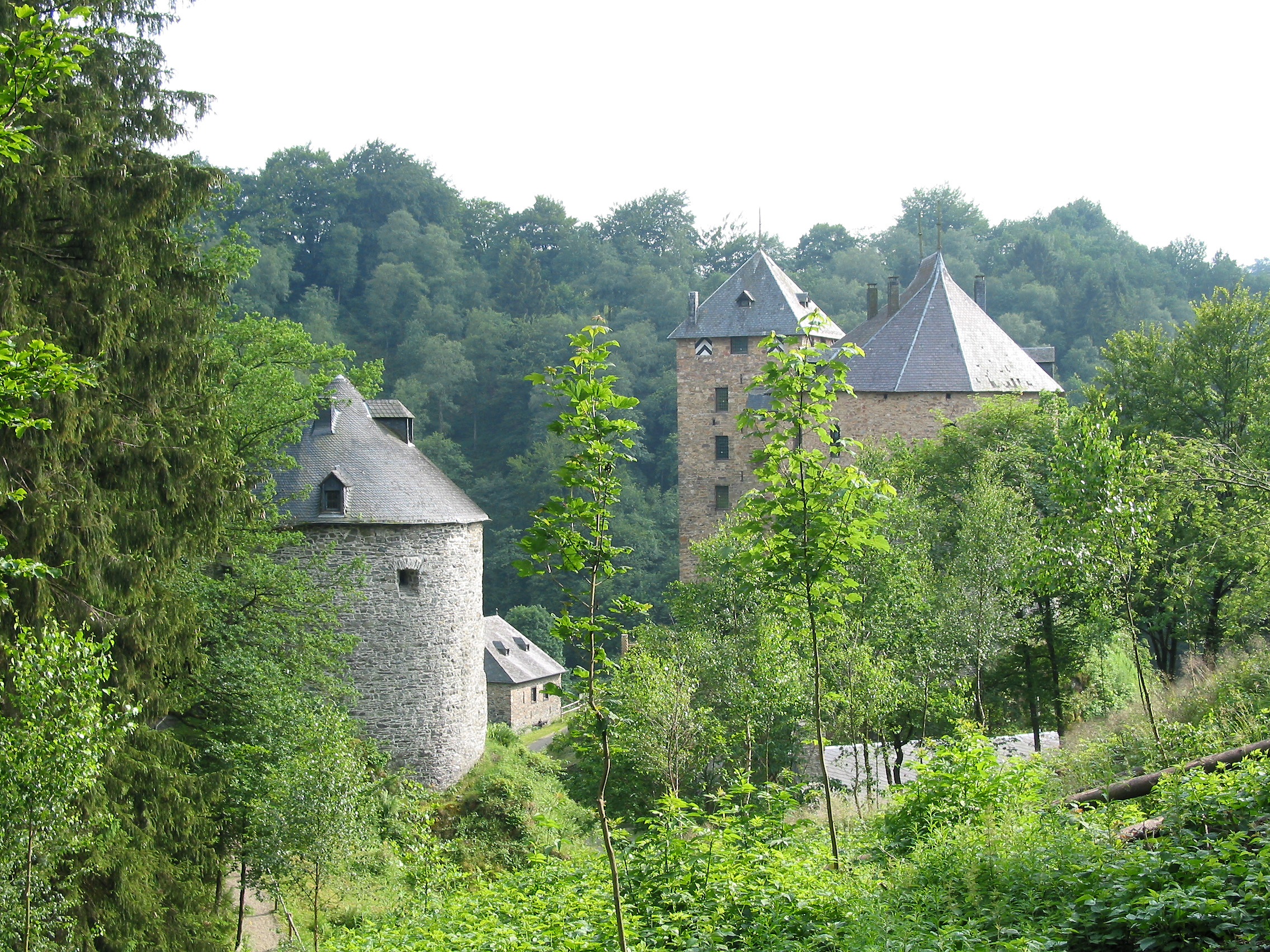
Вид крепости с соседнего холма
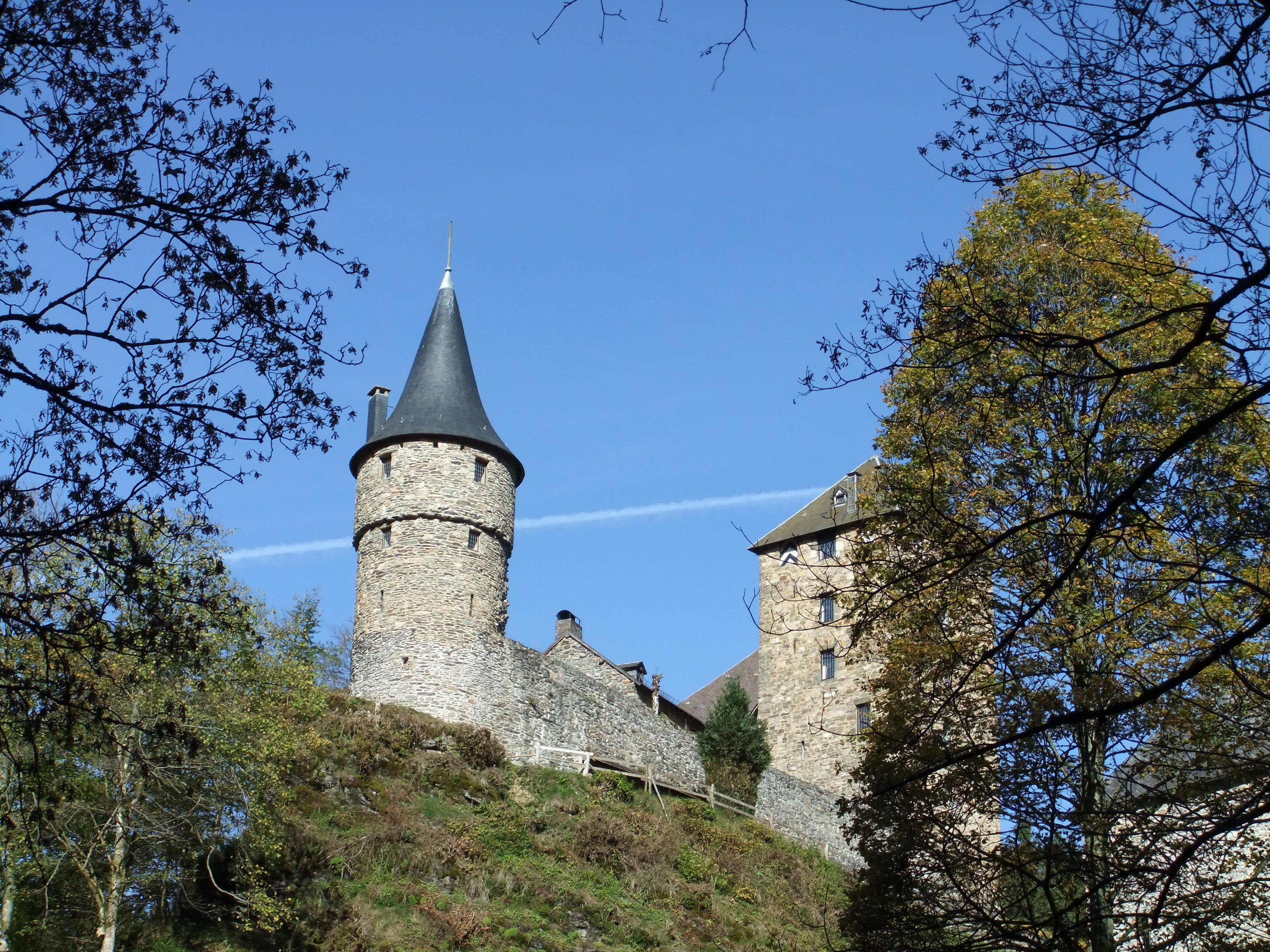
Южная башня
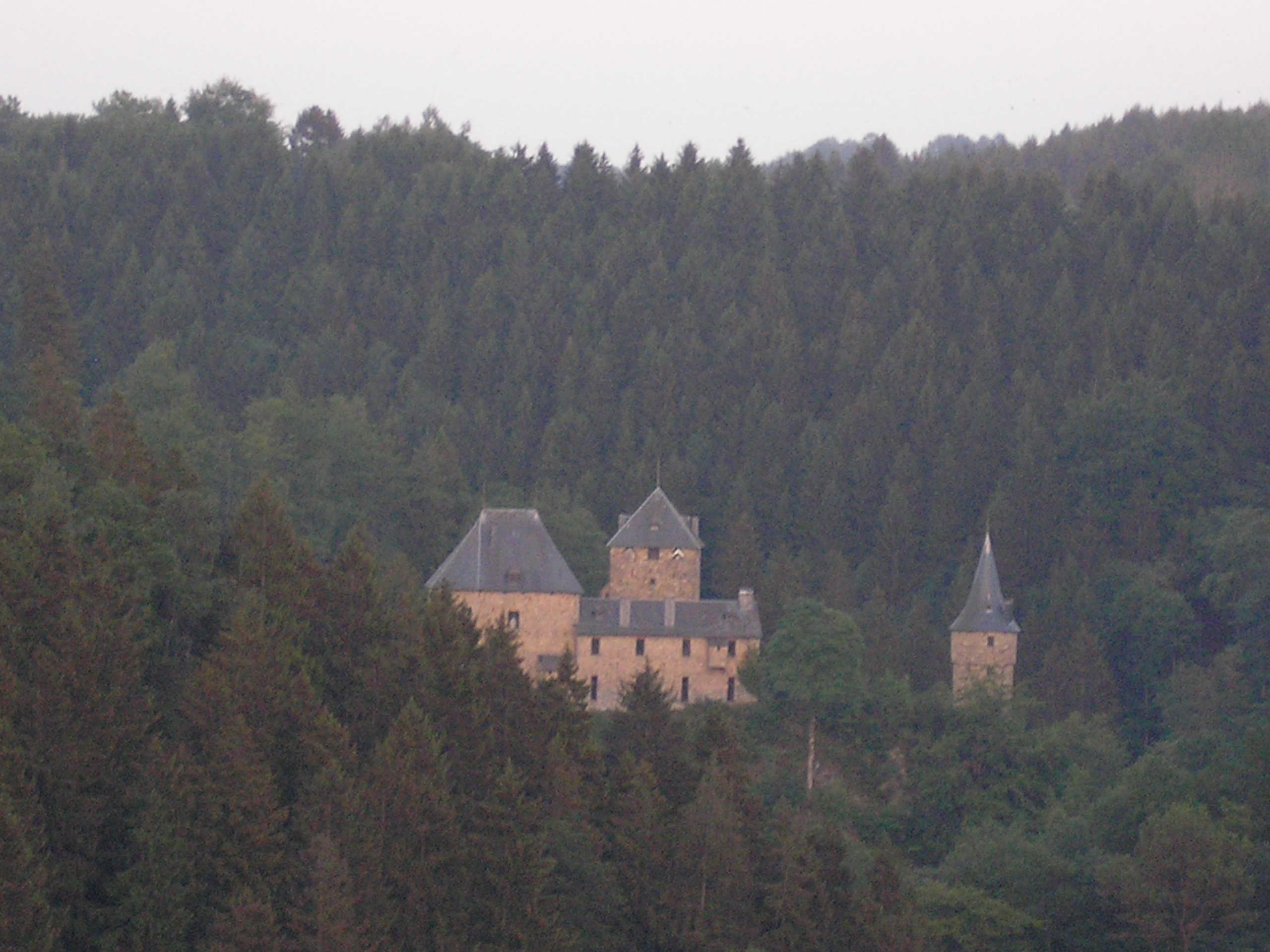
Замок на фоне окружающих его лесов